# وادي بني غافر

وادي بني غافر

وادي بني غافر هو وادي يقع في جنوب منطقة الباطنة بولاية الرستاق  يعد من أطول الأودية وأشهرها في عمان حيث يبلغ طوله 160 كم وتحيط به الجبال. كما توجد لوادي بني غافر العديد من الروافد والأودية الكبيرة التي تصب في مجراه مثل: وادي الغريز ووادي القبيل ووادي يقاء ووادي الطيب وغيرها من الأودية الغزيرة التي تزيد من منسوب المياه، وتضفي على المنطقة جمالية الطبيعة.
يتميز وادي بني غافر بموقعه الاستراتيجي في السلطنة، حيث كان قديما ممرا للقوافل المتنقلة من الباطنة إلى مناطق الظاهرة والداخلية، فتضاريس الوادي ليست صعبة بل توجد في الوادي مسطحات أرضية واسعة كما هو الحال في المرجي والقبيل ويقاء ومري، وقد قامت الدولة مشكورة بتخطيط هذه المسطحات لتكون أراضي سكنية لمختلف الأغراض.